# Serica opaciclypealis
Serica opaciclypealis är en skalbaggsart som beskrevs av Ahrens 1999. Serica opaciclypealis ingår i släktet Serica och familjen Melolonthidae. Inga underarter finns listade i Catalogue of Life.